# Ulcera serpiginosa
L'ulcera serpiginosa è un'infezione della cornea causata da batteri piogeni, specie streptococchi e stafilococchi, che penetrano in essa in seguito a una lesione anche minima del tessuto corneale. Dopo la penetrazione dei germi, compare, nella camera anteriore, l'ipopion, ossia l'accumulo di essudato purulento. La malattia si manifesta poche ore dopo l'invasione dei batteri nella cornea e il malato avverte forti dolori in corrispondenza della stessa. Possono essere presenti anche dei disturbi nella visione ed un arrossamento congiuntivale. Se la malattia evolve può accadere che i germi perforino la cornea e invadano il resto dell'occhio causando una panoftalmia.